# 高橋悠介 (ファッションデザイナー)
高橋 悠介（たかはし ゆうすけ、1985年 - ）は、日本のファッションデザイナー。

## 来歴
1985年東京都生まれ、文化ファッション大学院大学修了後、2010年に三宅一生が設立した株式会社三宅デザイン事務所入社。リアリティ・ラボに参加し132 5. ISSEY MIYAKEの企画を担当。
2013年春夏シーズンよりISSEY MIYAKE MENデザインチームに参加。
2014年春夏シーズンよりISSEY MIYAKE MENのデザイナーに就任。
2015年よりISSEY MIYAKE EYESのデザインも手掛ける。
2020年株式会社CFCL設立、自身のブランド「CFCL」を立ち上げる。
2024年Vogue Business 100 Innovators: Sustainability thought leaders に選出される。

## 受賞歴
2009年､第83回装苑賞を受賞。
2021年､第39回毎日ファッション大賞新人賞・資生堂奨励賞を受賞｡
2021年､第4回 FASHION PRIZE OF TOKYO を受賞。

## 出演

### ネット番組
- ポリタスTV（YouTube、2021年4月21日）